# Cantonul Les Ponts-de-Cé
Cantonul Les Ponts-de-Cé este un canton din arondismentul Angers, departamentul Maine-et-Loire, regiunea Pays de la Loire, Franța.

## Comune
- Blaison-Gohier
- La Bohalle
- La Daguenière
- Juigné-sur-Loire
- Mozé-sur-Louet
- Mûrs-Erigné
- Les Ponts-de-Cé (reședință)
- Sainte-Gemmes-sur-Loire
- Saint-Jean-de-la-Croix
- Saint-Jean-des-Mauvrets
- Saint-Mathurin-sur-Loire
- Saint-Melaine-sur-Aubance
- Saint-Rémy-la-Varenne
- Saint-Saturnin-sur-Loire
- Saint-Sulpice
- Soulaines-sur-Aubance